# Kapverdská kreolština
Kapverdská kreolština je jazyk, který se používá na Kapverdských ostrovech. Je to kreolský jazyk, jehož základem je portugalština.

## Název a význam
Správný název tohoto jazyka je kapverdská kreolština, nebo také jen jednoduše kreolština. Název "kapverdská" (portugalsky cabo-verdiano, v kapverdské kreolštině cabuverdiánu) nebo "kapverdský jazyk" (língua cabo-verdiana v portugalštině, língua cabuverdiánu v Sotaventské kreolštině a língua cábverdián v Barlaventské kreolštině) byl navržen, aby byl uznán, jakmile bude jazyk standardizovaný.
Kapverdská kreolština má důležitý význam pro studium kreolštiny, protože je to nejstarší (stále užívaná) kreolština, kreolština s portugalským základem, s největším množstvím rodilých mluvčích, nejstudovanější kreolština s portugalským základem a má být jako jedna z mála kreolštin uznána jako oficiální jazyk.

## Klasifikace

Kapverdy

Navzdory malé velikosti Kapverd si každý ostrov vytvořil svůj vlastní způsob mluvení kreolštinou. Každý z těchto devíti způsobů je odlišným dialektem, ale učenci na Kapverdách je obvykle nazývají "varianty". Tyto varianty mohou být rozděleny do dvou sekcí: na jihu to jsou kreolštiny Sotavento, které zahrnují varianty Brava, Fogo, Santiago a Maio a na severu to jsou kreolštiny Barlavento, které zahrnují varianty Boa Vista, Sal, São Nicolau, São Vicente a Santo Antão.
Kapverdský ústav pro jazyk pokládá kreolštinu za jeden jazyk, nikoli za devět různých jazyků.
Z lingvistického pohledu jsou nejdůležitějšími variantami Fogo, Santiago, São Nicolau a Santo Antão a jakékoli hlubší studium kreolštiny by mělo zahrnout alespoň tyto čtyři. Tyto čtyři ostrovy jsou ty jediné, kam přišli otroci přímo z afrického kontinentu, mají nejkonzervativnější jazykové vlastnosti a jsou od sebe nejrozdílnější.
Ze společenského hlediska jsou nejdůležitějšími variantami Santiago a São Vicente a jakékoli lehké studium kreolštiny by mělo zahrnout alespoň tyto dvě varianty. Jedná se o varianty dvou větších měst (Praia a Mindelo), jež jsou nejvíce používané.
Tyto varianty mají významnou literaturu:
- Brava: Eugénio Tavares
- Fogo: Elsie Clews Parsons
- Santiago: Carlos Barbosa, Tomé Varela da Silva, Daniel Spínola
- São Vicente: Sérgio Frusoni, Ovídio Martins
- Santo Antão: Luís Romano Madeira de Melo

Rozdíly v Kapverdské kreolštině
| Sotavento                                | Sotavento                                | Barlavento                                      | Barlavento                                      | Barlavento                                      | Čeština                   |
| Fogo                                     | Santiago                                 | São Nicolau                                     | São Vicente                                     | Santo Antão                                     | Čeština                   |
| ---------------------------------------- | ---------------------------------------- | ----------------------------------------------- | ----------------------------------------------- | ----------------------------------------------- | ------------------------- |
| Ês frâ-m’. [es fɾɐ̃]                      | Ês flâ-m’. [es flɐ̃]                      | Ês fló-m’. [es flɔm]                            | Ês dzê-m’. [eʒ dzem]                            | Ês dzê-m’. [eʒ dzem]                            | Oni mi řekli.             |
| Bú câ ê bunítu. [bu kɐ e buˈnitu]        | Bú câ ê bunítu. [bu kɐ e buˈnitu]        | Bô câ ê b’nít’. [bo kɐ e bnit]                  | Bô câ ê b’nít’. [bo kɐ e bnit]                  | Bô n’ ê b’nít’. [bo ne bnit]                    | Nejsi hezký.              |
| M’ câ sabê. [ŋ kɐ sɒˈbe]                 | M’ câ sâbi. [ŋ kɐ ˈsɐbi]                 | M’ câ sabê. [m kɐ saˈbe]                        | M’ câ sabê. [m kɐ saˈbe]                        | Mí n’ séb’. [mi n sɛb]                          | Nevím.                    |
| Cumó’ qu’ ê bú nômi? [kuˈmɔ ke bu ˈnomi] | ’Módi qu’ ê bú nómi? [ˈmɔdi ke bu ˈnɔmi] | Qu’ manêra qu’ ê bô nôm’? [k mɐˈneɾɐ ke bo nom] | Qu’ manêra qu’ ê bô nôm’? [k mɐˈneɾɐ ke bo nom] | Qu’ menêra qu’ ê bô nôm’? [k meˈneɾɐ ke bo nom] | Jak se jmenuješ?          |
| Bú podê djudâ-m’? [bu poˈde dʒuˈdɐ̃]      | Bú pôdi djudâ-m’? [bu ˈpodi dʒuˈdɐ̃]      | Bô podê j’dó-m’? [bo poˈde ʒdɔm]                | Bô podê j’dá-m’? [bo poˈde ʒdam]                | Bô podê j’dé-m’? [bo poˈde ʒdɛm]                | Můžeš mi pomoct?          |
| Spiâ lí! [spiˈɐ li]                      | Spía li! [spˈiɐ li]                      | Spiâ li! [spiˈɐ li]                             | Spiá li! [ʃpiˈa li]                             | Spiá li! [ʃpiˈa li]                             | Podívej se sem!           |
| Ê’ cantâ. [e kɒ̃ˈtɐ]                      | Ê’ cánta. [e ˈkãtɐ]                      | Êl cantâ. [el kɐ̃ˈtɐ]                            | Êl cantá. [el kɐ̃ˈta]                            | Êl cantá. [el kãˈta]                            | On/ona zpíval/a.          |
| Bú tâ cantâ. [bu tɐ kɒ̃ˈtɐ]               | Bú tâ cánta. [bu tɐ ˈkãtɐ]               | Bô tâ cantâ. [bo tɐ kɐ̃ˈtɐ]                      | Bô tâ cantá. [bo tɐ kɐ̃ˈta]                      | Bô tâ cantá. [bo tɐ kãˈta]                      | Zpíváš.                   |
| M’ stâ cantâ. [ƞ sta kɒ̃ˈtɐ]              | M’ sâ tâ cánta. [ƞ sɐ tɐ ˈkãtɐ]          | M’ tâ tâ cantâ. [m tɐ tɐ kɐ̃ˈtɐ]                 | M’ tí tâ cantá. [m ti tɐ kɐ̃ˈta]                 | M’ tí tâ cantá. [m ti tɐ kãˈta]                 | Zpívám.                   |
| Screbê [skɾeˈbe]                         | Scrêbi [ˈskɾebi]                         | Screbê [skɾeˈbe]                                | Screvê [ʃkɾeˈve]                                | Screvê [ʃkɾeˈve]                                | Napsat                    |
| Gossím [ɡɔˈsĩ]                           | Góssi [ˈɡɔsi]                            | Grinhassím [ɡɾiɲɐˈsĩ]                           | Grinhassím [ɡɾiɲɐˈsĩ]                           | Grinhessím [ɡɾiɲeˈsĩ]                           | Nyní                      |
| Pôrcu [ˈpoɾku]                           | Pôrcu [ˈpoɾku]                           | Pôrcu [ˈpoɾku]                                  | Tchúc’ [tʃuk]                                   | Tchúc’ [tʃuk]                                   | Prase                     |
| Conxê [kõˈʃe]                            | Cônxi [ˈkõʃi]                            | Conxê [kõˈʃe]                                   | Conxê [kõˈʃe]                                   | Conxê [kõˈʃe]                                   | Vědět                     |
| Dixâ [diˈʃɐ]                             | Dêxa [ˈdeʃɐ]                             | D’xâ [tʃɐ]                                      | D’xá [tʃa]                                      | D’xá [tʃa]                                      | Odejít                    |
| Dixâ-m’ quétu! [diˈʃɐ̃ ˈkɛtu]             | Dexâ-m’ quétu! [deˈʃɐ̃ ˈkɛtu]             | D’xó-m’ quêt’! [tʃɔm ket]                       | D’xá-m’ quêt’! [tʃam ket]                       | D’xé-m’ quêt’! [tʃɛm ket]                       | Nech mě na pokoji!        |
| Dôci [ˈdosi]                             | Dóxi [ˈdɔʃi]                             | Dôç’ [dos]                                      | Dôç’ [dos]                                      | Dôç’ [dos]                                      | Sladké                    |
| Papiâ [pɒˈpjɐ]                           | Pâpia [ˈpɐpjɐ]                           | Papiâ [pɐˈpjɐ]                                  | Falá [fɐˈla]                                    | Falá [faˈla]                                    | Mluvit                    |
| Cúrpa [ˈkuɾpɐ]                           | Cúlpa [ˈkulpɐ]                           | Cúlpa [ˈkulpɐ]                                  | Cúlpa [ˈkulpɐ]                                  | Cúlpa [ˈkulpɐ]                                  | Chyba                     |
| Nhôs amígu [ɲoz ɒˈmigu]                  | Nhôs amígu [ɲoz ɐˈmigu]                  | B’sôt’ amígu [bzot ɐˈmiɡu]                      | B’sôt’ amíg’ [bzot ɐˈmiɡ]                       | B’sôt’ emíg’ [bzot eˈmiɡ]                       | Váš (množné číslo) přítel |
| Scúru [ˈskuru]                           | Sucúru [suˈkuru]                         | Scúr’ [skur]                                    | Scúr’ [ʃkur]                                    | Scúr’ [ʃkur]                                    | Tma                       |
| Cárru [ˈkaru]                            | Cáru [ˈkaɾu]                             | Córr’ [kɔʀ]                                     | Córr’ [kɔʀ]                                     | Córr’ [kɔʀ]                                     | Auto                      |
| Lébi [ˈlɛbi]                             | Lébi [ˈlɛbi]                             | Lêb’ [leb]                                      | Lêv’ [lev]                                      | Lêv’ [lev]                                      | Světlo                    |

## Vznik
Historii Kapverdské kreolštiny je těžké sledovat díky nedostatku psané dokumentace a jejímu ignorování během portugalské správy Kapverd.
V současnosti existují tři teorie o formování kreolštiny. Monogenetická teorie tvrdí, že kreolština byla utvořena Portugalci zjednodušením portugalštiny, aby byla přístupnější africkým otrokům. Toto je pohled autorů jako jsou Prudent, Waldman, Chaudesenson a Lopes da Silva. Autoři jako Adam a Quint zastávají teorii, podle níž byla kreolština vytvořena africkými otroky používáním gramatiky západoafrických jazyků a nahrazováním afrického slovníku slovníkem portugalským. Lingvisté jako Chomsky a Bickerton naopak zastávají názor, že kreolština byla utvořena spontánně, ne otroky z kontinentální Afriky, ale populací narozenou na ostrovech používáním gramatiky, s níž se všechny lidské bytosti narodily. To by vysvětlovalo, proč mají kreolštiny vzdálené od sebe několik kilometrů podobné gramatické struktury, i když mají různé slovní základy.
Podle A.Carreiry, byla kapverdská kreolština utvořena z portugalského nářečí na ostrově Santiago během 15. století. Toto nářečí se pak dostalo na západní pobřeží Afriky díky tzv. lançados, osadníkům portugalského původu. Odtud se toto nářečí rozdělilo na dvě základní kreolštiny – kapverdskou kreolštinu a kreolštinu z Guiney-Bissau.
Rozšíření Kapverdské kreolštiny na ostrovech proběhlo ve třech fázích:
- V první fázi byl osídlen ostrov Santiago (2. pol. 15. století), po něm následoval ostrov Fogo (na konci 16. století).
- V druhé fázi byly osídleny ostrovy São Nicolau a Santo Antão (převážně v 2. pol. 17. století).
- Ve třetí fázi byly obyvateli výše uvedených ostrovů osídleny zbývající ostrovy: ostrov Brava byl osídlen populací z ostrova Fogo (převážně začátkem 18. století), Boa Vista zase populací ze São Nicolau a Santiago ( v 1. pol. 18. století), ostrov Maio byl osídlen populací z ostrovů Santiago a Boa Vista (v 2. pol. 18. století), São Vicente byl osídlen populací z ostrovů Santo Antão a São Nicolau (převážně v 19. století) a ostrov Sal byl osídlen populací z ostrovů São Nicolau a Boa Vista (v 19. století).

## Status

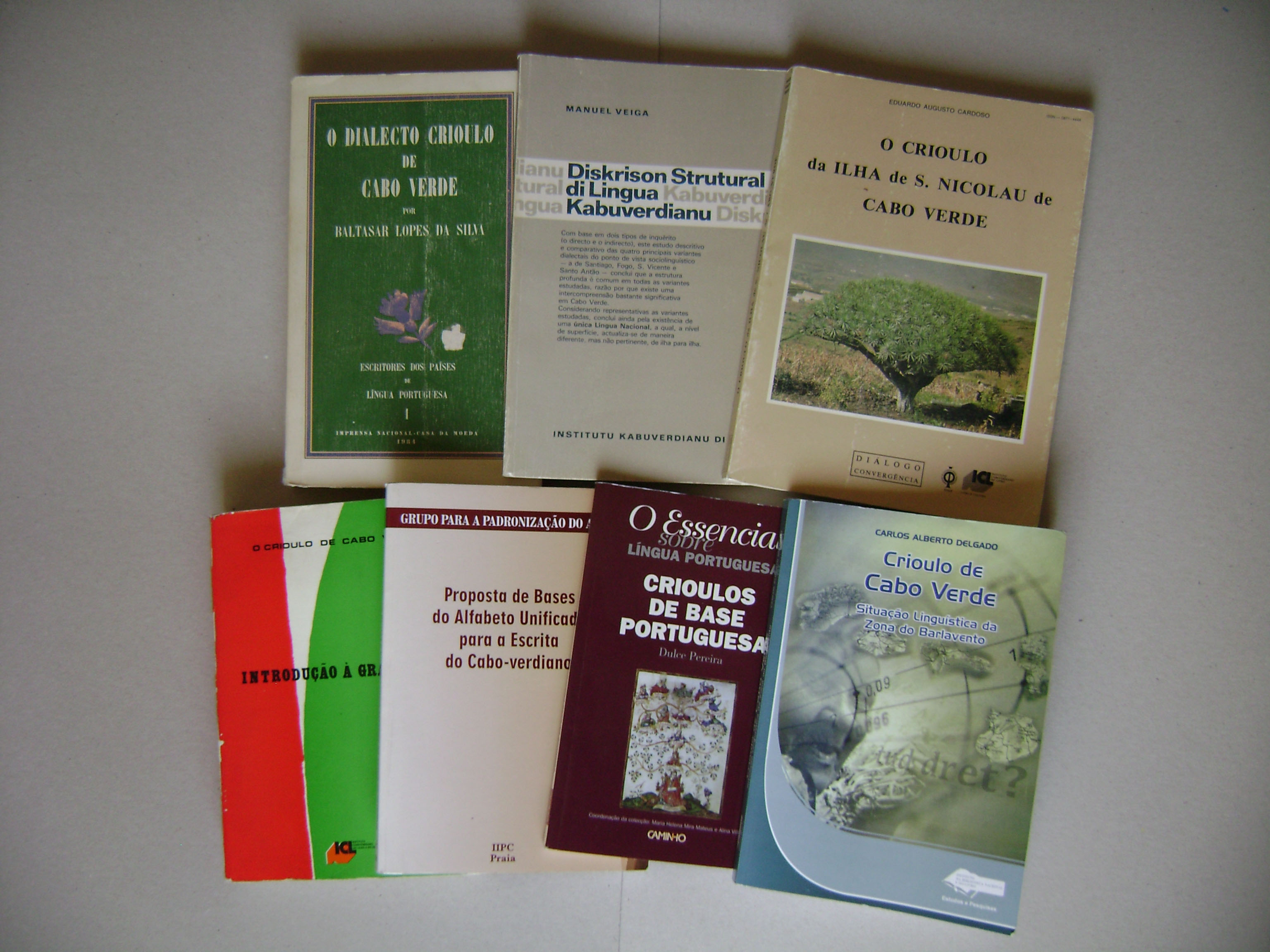
Jazykové knihy o kreolštině.

I přesto, že je kreolština mateřským jazykem téměř celé populace Kapverd, je portugalština stále oficiálním jazykem, který se používá v každodenním životě (ve škole, v administrativě, při oficiálním jednání, ve styku se zahraničím atd.).
Podívejme se na tento text:
Varianta Santiago:
Quêl mudjêr cú quêm m’ encôntra ónti stába priocupáda púrqui êl sqêci dí sês minínus nâ scóla, í cándu êl bâi procurâ-’s êl câ olhâ-’s. Alguêm lembrâ-’l quí sês minínus sâ tâ pricisába dí material pâ úm pesquisa, entõ êl bâi encontrâ-’s nâ biblioteca tâ procúra úqui ês cría. Pâ gradêci â túdu quêm djudâ-’l, êl cumêça tâ fála, tâ flâ cômu êl stába contênti di fúndu di curaçãu.
Varianta São Vicente:
Quêl m’djêr c’ quêm m’ encontrá ônt’ táva priocupáda púrq’ êl sq’cê d’ sês m’nín’s nâ scóla, í cónd’ êl bái procurá-’s êl câ olhá-’s. Alguêm lembrá-’l qu’ sês m’nín’s táva tâ pr’cisá d’ material pâ úm pesquisa, entõ êl bâi encontrá-’s nâ biblioteca tâ procurá úq’ ês cría. Pâ gradecê â túd’ quêm j’dá-’l, êl c’meçá tâ fála, tâ dzê côm’ êl táva contênt’ d’ fúnd’ d’ curaçãu.
Překlad do portugalštiny:
Aquela mulher com quem eu encontrei-me ontem estava preocupada porque ela esqueceu-se das suas crianças na escola, e quando ela foi procurá-las ela não as viu. Alguém lembrou-lhe que as suas crianças estavam a precisar de material para uma pesquisa, então ela foi encontrá-las na biblioteca a procurar o que elas queriam. Para agradecer a todos os que ajudaram-na, ela começou a falar, dizendo como ela estava contente do fundo do coração.
Překlad do češtiny:
Ta žena, se kterou jsem se setkal včera, měla starosti, protože zapomněla své děti ve škole, a když je šla hledat, neviděla je. Někdo jí připomněl, že její děti potřebovaly nějaký materiál pro průzkum, a tak je našla v knihovně, jak hledají to, co potřebují. Aby poděkovala všem, co jí pomáhali, začala mluvit o tom, jak byla ráda z celého svého srdce.
Zde vidíme vliv portugalštiny v kreolštině:
- cú quêm / c’ quêm – Portugalsky com quem;
- encôntra / encontrá – Portugalský slovník, v kreolštině je běžnější výraz átcha / otchá;
- priocupáda – Portugalský slovník, v kreolštině je běžnější výraz fadigáda;
- púrqui / púrq’ – Portugalský slovník, v kreolštině je běžnější výraz pamódi / pamód’;
- sês minínus / sês m’nín’s – Portugalský vliv;
- procurâ-’s / procurá-’s – Portugalský slovník, v kreolštině je běžnější výraz spiâ-’s / spiá-’s;
- olhâ-’s / olhá-’s – Portugalská fonetika ( vložení fonémy /ʎ/);
- quí / qu’ – Portugalský slovník, v kreolštině je ’mâ;
- sâ tâ pricisába / táva ta pr’cisá – Portugalský slovník, v kreolštině je běžnější výraz sâ tâ mestêba / táva tâ mestê;
- material, pesquisa, biblioteca – slova, která se obvykle nepoužívají, pokud se používají portugalská slova v kreolštině, měla by se vyslovovat v portugalštině a psát kurzívou;
- úqui / úq’ – vložení portugalského o que;
- gradêci â / gradecê â – špatná předložka, portugalská předložka “a” v kreolštině neexistuje;
- fála – tato forma (ze současného portugalského slova falar) se používá pouze na ostrovech São Vicente a Santo Antão, na ostatních ostrovech se používá slovo papiâ (ze starého portugalského slova papear);
- cômu / côm’ – vložení portugalského como;
- curaçãu – Portugalská fonetika (změna fonémy /o/ na /u/ a portugalská výslovnost /ɐ̃w/ místo kreolského /õ/);

Stejný text ale “opravený”:
Varianta Santiago:
Quêl mudjêr quí m’ encôntra cú êl ónti stába fadigáda pamódi êl sqêci sês minínu nâ scóla, í cándu quí êl bâi spiâ-’s êl câ odjâ-’s. Alguêm lembrâ-’l ’ma sês minínu sâ tâ mestêba «material» pâ úm «pesquisa», entõ êl bâi atchâ-’s nâ «biblioteca» tâ spía cusê quí ês cría. Pâ gradêci pâ túdu quêm quí djudâ-’l, êl cumêça tâ pâpia, tâ flâ módi quí êl stába contênti di fúndu di coraçõ.
Varianta São Vicente:
Quêl m’djêr qu’ m’ encontrá má’ êl ônt’ táva fadigáda pamód’ êl sq’cê sês m’nín’ nâ scóla, í cónd’ êl bái spiá-’s êl câ oiá-’s. Alguêm lembrá-’l ’mâ sês m’nín’ táva tâ mestê «material» pâ úm «pesquisa», entõ êl bâi otchá-’s nâ «biblioteca» tâ spiá c’sê qu’ ês cría. Pâ gradecê pâ túd’ quêm qu’ j’dá-’l, êl c’meçá tâ fála, tâ dzê qu’ manêra qu’ êl táva contênt’ d’ fúnd’ d’ coraçõ.
I přesto, že kreolština není zatím oficiálním jazykem, existuje vládní směrnice dávající podmínky k tomu, aby se kreolština stala oficiálním jazykem. Kreolština zatím není oficiálním jazykem hlavně proto, že jazyk není ještě standardizován, a to z několika důvodů:
- Je zde významný rozdíl mezi jednotlivými dialekty. Jejich mluvčí většinou odmítají mluvit jinou variantou, než je ta jejich.
- Nedostatek pravidel pro ustanovení správné formy (a také správné výslovnosti) slov. Například pro slovo odpovídající portugalskému slovu algibeira (kapsa) zaznamenal A. Fernandes tyto formy: algibêra, agibêra, albigêra, aljubêra, alj’bêra, gilbêra, julbêra, lijbêra.
- Nedostatek pravidel pro psaní. Je běžné, že při psaní v kreolštině používají její mluvčí různou gramatiku. Například: pâm místo pâ m’ (pro mě ).
- Nedostatek pravidel gramatiky. Nejsou to jen rozdíly mezi jednotlivými dialekty, ale rozdíly panují dokonce i v jedné variantě. Například: ve variantě Santiago, kdy máme dvě věty, z nichž ani jedna není nadřazená druhé, najdeme rozdíl v času u sloves (bú cría pâ m’ dába /chtěl jsi mi to dát/ – obě slovesa cría a dába jsou v minulém čase), ale někteří lidé místo toho použijí (bú cría pâ m’ dâ – minulý čas a pak přítomný – nebo bú crê pâ m’ dába – přítomný a pak minulý).
- Systém ALUPEC nebyl přijat všemi uživateli kreolštiny.
- Jazykové úrovně (formální, neformální, vědecká, slang, atd.) nebyly ještě řádně rozlišeny.

To jsou důvody, proč každý uživatel při mluvení nebo psaní používá svůj vlastní dialekt.
Pro překonání těchto problémů existuje návrh zavedení dvou standardů: Severní (Barlavento) standard, vycházející z varianty São Vicente a jižní (Sotavento) standard, vycházející z varianty Santiago.

## Slovník
Slovník kapverdské kreolštiny vychází především z portugalštiny - 90 - 95 % slov. Zbývající procenta vycházejí z několika jazyků západní Afriky (Mandingo, Wolof, Fulani, Temne, Balant, Mandjak, atd.), a slovníku dalších jazyků (Angličtina, Francouzština, Latina), ten je ale zanedbatelný.
Webová stránka Etimologias na www.priberam.pt nám ukazuje různý původ kreolských slov.

## Fonémy
Kapverdský kreolský fonologický systém vychází především z portugalštiny 15. - 17. století. Kreolština si ponechala souhlásky s /dʒ/ a /tʃ/ psané “j” (na začátku slov) a “ch”, ze staré portugalštiny, které se v dnešní portugalštině již nepoužívají. Naopak foném /ʎ/ (psaný “lh” v portugalštině) se vyvinul do /dʒ/ a samohlásky prodělaly několik fonetických změn.

## Gramatika
I když přes 90 % slov kapverdské kreolštiny pochází z portugalštiny, gramatika je velmi odlišná, a tím je pro netrénovaného Portugalce velmi těžká - i pro pochopení jednoduché konverzace. Na druhé straně je zde velká podobnost s ostatními kreolskými jazyky (s portugalským základem i bez).
Struktura věty
Základní struktura věty v kreolštině je: podmět - sloveso - předmět. Například:
- Êl tâ cumê pêxi. “On jí rybu.”

Pokud jsou ve větě dva předměty, vedlejší předmět se dává jako první a po něm následuje přímý předmět a věta vypadá takto: podmět - sloveso - nepřímý předmět - přímý předmět. Například:
- Êl tâ dâ pêxi cumída. “On dává rybě jídlo.”

Zvláštností kapverdské kreolštiny je možnost dvojité negace (stejně jako v češtině). Například: Náda m’ câ atchâ. - “Nic jsem nenašel.”, a někdy i trojitá negace. Například: Núnca ninguêm câ tâ bába lâ. liter. “Nikdy tam nikdo nešel.”, v portugalštině se nepoužívá.

## Příklady

### Číslovky
| Kapverdská kreolština | Česky |
| un                    | jeden |
| dos                   | dva   |
| tres                  | tři   |
| kuatu                 | čtyři |
| sinku                 | pět   |
| seix                  | šest  |
| séti                  | sedm  |
| ôitu                  | osm   |
| nóvi                  | devět |
| dés                   | deset |

## Vzorový text

### Všeobecná deklarace lidských práv
| kapverdsky | Tudo ser humano na ês mundo nacê libri e igual na sê dignidade e na sês drêto. Na sês razon e na sês concénça, tudo arguem debê porcêdê pa co tudo guenti na sprito di fraternidadi. |
| česky      | Všichni lidé se rodí svobodní a sobě rovní co do důstojnosti a práv. Jsou nadáni rozumem a svědomím a mají spolu jednat v duchu bratrství.                                           |